# Herb Radomska
Herb Radomska – jeden z symboli miasta Radomsko w postaci herbu.

## Wygląd i symbolika
Herb przedstawia w polu błękitnym czerwoną bramę miejską z trzema wieżami, w niej rycerz kroczący (w prawo) z wzniesionym nad głową mieczem i owalną tarczą w ręce. Całość w ozdobnym kartuszu. Herb posiada klejnot: nad pięciopałkową koroną złotą, trzy wieże jak w godle, lecz bez otworów w dolnej kondygnacji. Każda z wież zakończona strusim piórem białym.
Mur wokół bramy z zaznaczonym wątkiem ceglanym, prosto zakończony w połowie wysokości pola. Otwór bramy prostokątny, zamknięty łukiem odcinkowym. Nad murem z bramą trzy wieże (bez zaznaczonego wątku). Środkowa wieża większa od bocznych. Wieże dwukondygnacyjne zwieńczone trójzębnym krenelażem. W dolnej kondygnacji wież jeden prostokątny otwór, w górnej po dwa prostokątne otwory. W bramie krocząca postać rycerza, skierowana w prawo, barwy granatowej. W lewej ręce mała, owalna tarcza, która osłania środkową część ciała. W prawej ręce miecz wzniesiony nad głową. Prawa noga w wykroku. Na głowie ukazanej z profilu hełm bez ozdób. Pod stopami rycerza grunt żółty, wznoszący się w prawo.

## Historia
Nie są znane pieczęcie Radomska z okresu tuż po jego lokacji. Na XIV-wiecznej pieczęci Radomska widniał ukoronowany inicjał K, czyli cyfra królewska Kazimierza Wielkiego. Na kolejnej pieczęci, datowanej na wiek XVI, pojawił się inicjał R w koronie. Nastąpiło więc zatracenie pierwotnej symboliki nawiązującej do osoby króla i inicjał stał się inicjałem nazwy miasta. Być może stało się tak na skutek niezrozumienia pierwotnego symbolu i jego podobieństwa do inicjału R. Na kolejnej pieczęci, używanej w XVII-XVIII wieku, inicjał R znalazł się na tarczy przykrytej koroną. Pod koniec XVIII wieku wykonano nowy tłok pieczętny, w którym umieszczono herb tożsamy z aktualnie używanym. Jednak okoliczności tej zmiany są niejasne (jest to szlachecki herb Grzymała, włącznie z koroną rangową i klejnotem, podczas gdy Radomsko było miastem królewskim), nie ma także dowodów na to, aby nowy tłok pieczętny był w użyciu przed rozbiorami (jedyne jego znane odciski są luźne, niedatowane).
Aktualnie używany herb uchwalony został uchwałą rady miejskiej nr IX/75/03 z 27 marca 2008 roku.